# Augustin-Marie d’Aboville

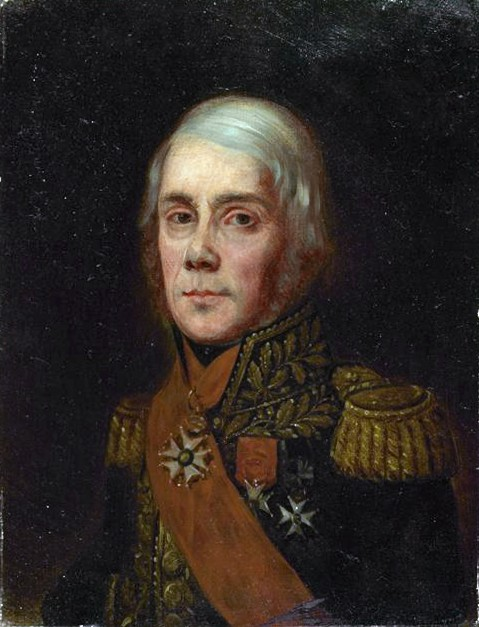
Augustin Marie d’Aboville

Augustin-Marie d’Aboville (* 20. April 1776 in La Fère; † 20. Juni 1843 in Paris) war ein französischer Général de brigade der Artillerie.

## Leben
D’Aboville entstammte einer adeligen Offiziersfamilie; sein Großvater väterlicherseits war Colonel, sein Vater General François-Marie d’Aboville, sein älterer Bruder war General Augustin-Gabriel d’Aboville. Ab 12. März 1792 trat er in die Armee ein und wurde Kadett an der Artillerieschule in seiner Heimatstadt.
Schon bald konnte er sich auszeichnen und kam im Rang eines Capitains zur Italienarmee. Während der Terrorherrschaft der Revolution wurde d’Aboville suspendiert, da er adeliger Herkunft war. Am 25. November 1794 wurde er rehabilitiert und in seinem alten Rang wieder zum Dienst zugelassen.
Er diente an verschiedenen Stellen, u. a. in der Rheinarmee, und machte sehr schnell Karriere. Ab 22. Mai 1803 führte er als Commandant ein eigenes Kommando der Artillerie. Zwischen 1803 und 1804 wurde er von Napoleon Bonaparte zur Vorbereitung der Invasion Großbritanniens abkommandiert.
Später wechselte d’Aboville in den Stab von General Alexandre-Jacques-Bernard Law de Lauriston und ging mit dessen Expeditionsarmee nach Martinique. 1804 kehrte er zurück und wechselte zur Grande Armée.
Ab 1808 übernahm er ein Kommando der Artillerie bei der Garde impériale und kämpfte in der Schlacht bei Wagram (5./6. Juli 1809). Dort wurde er sehr schwer verwundet und verlor seinen rechten Arm. Nach seiner Genesung wurde er am 9. Juli 1809 zum Général de brigade befördert und auf Wunsch Napoleons übernahm er ab diesem Tag auch die Leitung der Artillerieschule von La Fère. Bis zum Frühjahr 1814 leistete d’Aboville keinen aktiven Dienst. Erst zur Verteidigung von Paris (30. März 1814) kam er mit seinen Kadetten wieder zum Einsatz.
Nach der Abdankung Napoleons am 11. April 1814 (→Vertrag von Fontainebleau) wurde d’Aboville zum Parteigänger von König Ludwig XVIII. Als Napoleon die Insel Elba verlassen hatte und dessen Herrschaft der Hundert Tage begannen, hielt sich d’Aboville wieder in seiner Heimatstadt auf. Am 20. März 1815 verhinderte er die Einnahme seiner Stadt (und der militärischen Anlagen) durch die Generäle Charles Lefebvre-Desnouettes und François Antoine Lallemand.
Am 6. Oktober 1815 wurde General d’Aboville in den Ruhestand verabschiedet. Durch seine Treue dem Haus Bourbon gegenüber wurde er im darauffolgenden Jahr in die Jury des Kriegsgerichts berufen, die über Charles-Antoine-Léon Durand, comte de Linois und Colonel Eugène-Edouard Baron Boyer de Peyreleau Adjudant-Commandat urteilen sollte. Anschließend legte General Auguste-Marie d’Aboville alle Ämter nieder und zog sich ins Privatleben zurück. Er starb im Alter von 67 Jahren am 20. Juni 1843 und fand auf dem Cimetière du Père-Lachaise (Division 25) seine letzte Ruhestätte.

## Ehrungen
- 1803 Chevalier der Ehrenlegion
- 1807 Offizier der Ehrenlegion
- 9. Juli 1809 Baron de l’Émpire
- 5. August 1814 Ordre royal et militaire de Saint-Louis